# Протаскивание под килем

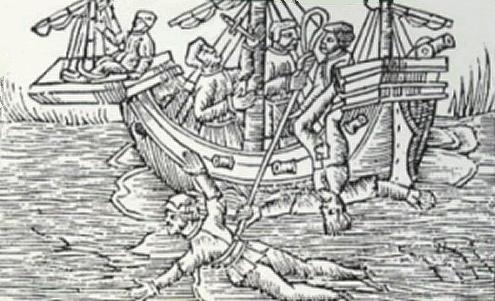
Протаскивание под килем в период Тюдоров (1485—1603)

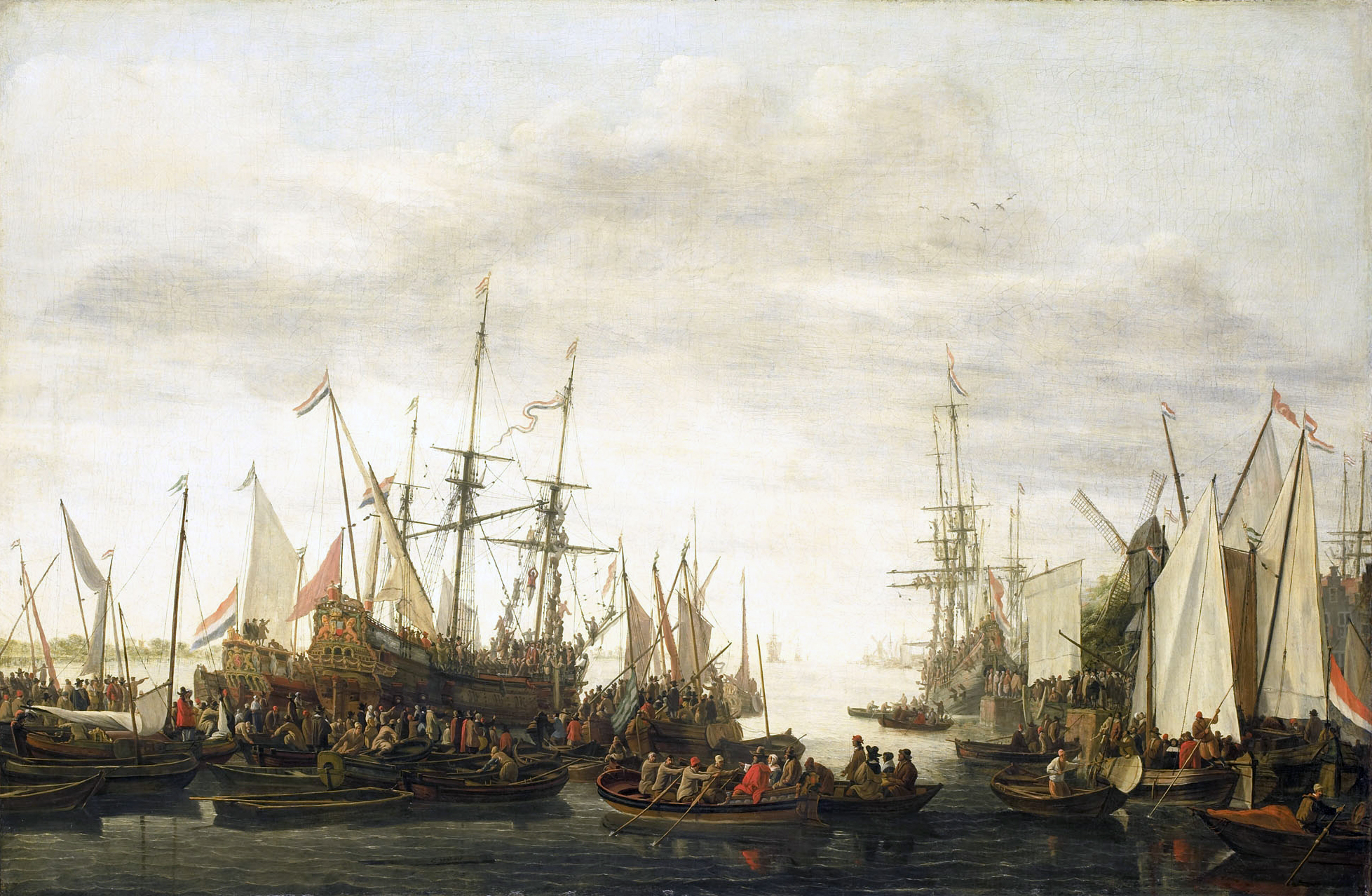
«Протаскивание под килем корабельного хирурга адмирала Яна Ван Неса», картина Ливе Питерсзона Версхюра

Прота́скивание под ки́лем (килева́ние) в эпоху парусных судов — наказание, заключавшееся в протаскивании человека при помощи подкильных концов с борта на борт под днищем корабля. Могло проводиться с задержкой под килем и без задержки. Килевание часто приводило к смерти наказуемого и считалось равноценным смертной казни. Такой вид казни применялся ещё древнегреческими пиратами.
Осуждённого поднимали на рей, опускали вниз головой в воду и протягивали при помощи верёвки под килем на другую сторону корабля. Наказание производилось 1—3 раза, в зависимости от проступка. Если преступник не захлёбывался, то существовала большая вероятность того, что он окажется настолько изрезан раковинами бентоса, наросшего на днище корабля, что вскоре умрёт от кровопотери.
В российском законодательстве наказание килеванием упоминалось в «Статьях Крюйса», предшествовавших «Морскому уставу» 1720 года и было отменено в Морском уставе Павла I.